# رودني أيونا
رودني أيونا (بالإنجليزية: Rodney Iona) هو لاعب اتحاد الرغبي أسترالي، ولد في 17 أغسطس 1991 في ملبورن في أستراليا.

## وصلات خارجية
- رودني أيونا عل موقع إسبنسكروم (الإنجليزية)
- رودني أيونا على موقع ItsRugby.co.uk (الإنجليزية)